# Ирландский розарий

Схема устройства ирландского розария

Ирландский розарий времён гонений на католиков (англ. Irish penal rosary) — католические чётки скрытого ношения, применяемые тайными приверженцами Римско-католической церкви после введения в Ирландии законов о принятии присяги об отречении от признания папской власти, когда религиозные атрибуты находились под запретом.

## Устройство
Чётки, в отличие от полного розария, содержат единственную декаду зёрен и не замкнуты в окружность. С одного конца нити прикреплялся крест, с другого — кольцо для надевания на палец.

## Использование
Ирландский розарий мог использоваться тайно, полностью скрываясь в ладони верующего. Счёт вёлся декадами, по мере отсчитывания декады кольцо розария перевешивалось на следующий палец и счёт начинался заново.